# GRID Autosport
GRID Autosport je závodní počítačová hra vydaná společností Codemasters pro Microsoft Windows, PlayStation 3 a Xbox 360 dne 24. června 2014 v Severní Americe a 27. června 2014 v Evropě. Dne 10. prosince 2015 hra vyšla i pro OS X a Linux díky portu od společnosti Feral Interactive. Jedná se o třetí díl série Grid, jejíž předchozí díly jsou Race Driver: Grid a Grid 2. Hra se pokouší o návrat zpět k "více autentickým závodním hrám", oproti předchozímu dílu Grid 2, který nebyl skalními fanoušky přijat tak pozitivně, jak Codemasters doufal.